# Gairloch
Gairloch (schottisch-gälisch: Geàrrloch: „Kurzer Loch“; [ˈkʲaːrˠl̪ˠɔx]) ist ein Ort an der Nordwestküste von Schottland. Der Ort am Ufer von Loch Gairloch ist ein beliebter Sommer-Fremdenverkehrsort. Er bietet neben Bade- und Wandermöglichkeiten auch einen Golfplatz und ein kleines Museum. Zahlreiche kleine Seen in der Umgebung sind beliebte Ziele von Forellen-Fischern. Vor Gairlochs Küste liegt die Insel Horrisdale. Erreichbar ist Gairloch über die A832.
In Gairloch befindet sich der Radiosender Two Lochs Radio (schottisch-gälisch: Rèidio dà Locha), einer der kleinsten Sender Schottlands. Er wird von der Gemeinde betrieben und sendet in erster Linie lokale Nachrichten, sowohl auf Englisch als auch auf Gälisch.

## Persönlichkeiten
- John Baillie (1886–1960), presbyterianischer Theologe